# كاتيانا رانييري
كاترينا رانييري وتُعرف مهنيًا باسم كاتيانا رانييري (بالإيطالية: Katyna Ranieri)‏‏ (31 أغسطس 1925 - 3 سبتمبر 2018) هي ممثلة ومغنية إيطالية.

## روابط خارجية
- كاتيانا رانييري على موقع IMDb (الإنجليزية)
- كاتيانا رانييري على موقع ميوزك برينز (الإنجليزية)
- كاتيانا رانييري على موقع ديسكوغز (الإنجليزية)
- كاتيانا رانييري على موقع ديسكوغز (الإنجليزية)
- كاتيانا رانييري على موقع كينوبويسك (الروسية)